# Lubang Panjang
Lubang Panjang is een bestuurslaag in het regentschap Sawah Lunto van de provincie West-Sumatra, Indonesië. Lubang Panjang telt 1259 inwoners (volkstelling 2010).